# Lino Ventura
Pour les articles homonymes, voir Ventura.
Lino Ventura est un acteur italien, né le 14 juillet 1919 à Parme (Italie) et mort le 22 octobre 1987 à Saint-Cloud (France). Bien qu'ayant réalisé la majeure partie de sa carrière cinématographique en France, l'acteur est resté de nationalité italienne toute sa vie.
Fils d'immigrés italiens et immigré italien lui-même, Lino Ventura est d'abord lutteur professionnel (champion d'Europe poids moyens en 1950), puis catcheur avant de devenir par hasard acteur aux côtés de Jean Gabin dans Touchez pas au grisbi qui rencontre le succès à sa sortie en salle en 1954.
D'abord habitué à des seconds rôles, d'homme de main ou de brute, il devient une vedette dès la fin des années 1950 grâce à des films comme Le Gorille vous salue bien (1958) et Le fauve est lâché (1959). Alternant les comédies à succès, parfois dialoguées par Michel Audiard, telles que Les Tontons flingueurs (1963), Les Barbouzes (1964), Ne nous fâchons pas (1966), L'aventure c'est l'aventure (1972), L'Emmerdeur (1973) ou La Gifle (1974), et des drames et films policiers comme Les Grandes Gueules (1966), Le Deuxième Souffle (1966), Le Clan des Siciliens (1969), L'Armée des ombres (1969) ou Garde à vue (1981), à partir de la fin des années 1950 jusqu'à sa disparition, il devient l'un des acteurs les plus populaires du cinéma français, et aussi l'un des plus rentables avec 130 millions d’entrées au box-office. Il compte à son palmarès de grands succès populaires avec d'autres dialoguistes, parmi lesquels Marie-Octobre (1959), Classe tous risques (1960), Adieu poulet (1975), Les Misérables (1982) ou encore Le Ruffian (1983).
Il est père de quatre enfants, notamment d'une fille handicapée, Linda (1958-2025). Il fonde en 1966 avec sa femme Odette l'association Perce-Neige, destinée à venir en aide aux personnes handicapées mentales.

## Biographie

### Origines et jeunesse
Lino Ventura naît le 14 juillet 1919 à Parme, en Italie, sous le nom d'état civil d'Angiolino Giuseppe Pasquale Ventura,,, des époux Giovanni Ventura, sicilien ayant immigré à Parme, et Luisa Borrini,,, dont il est le fils unique.
En 1927, il est âgé de 7 ans et 10 mois lorsqu'il quitte l'Italie avec sa mère pour rejoindre son père parti travailler à Paris quelques années auparavant, où il est représentant de commerce. Mais arrivés dans la proche banlieue parisienne, à Montreuil le 7 juin 1927, la mère et le fils ne trouvent pas Giovanni : le père a disparu. Par la suite, Lino Ventura n'évoquera que rarement et à contrecœur ce père absent. Lino et sa mère s'installent chez des amis dans la ville au 57, rue de Romainville, au cœur de la communauté italienne, dont l'intégration ne s’effectue pas sans problèmes. Puis ils déménagent rue Papillon, dans le 9e arrondissement de Paris où Luisa décroche un emploi de femme de chambre à l’hôtel Baudin.
Pour compléter les revenus de sa mère, il quitte l'école et travaille dès l'âge de 9 ans. Il exerce successivement différents métiers : portier, livreur, mécanicien, représentant de commerce, et employé de bureau.
Lino Ventura parle le français sans aucun accent, ayant passé l'essentiel de sa vie en France, et s'exprime en italien avec une pointe d'accent de la région de Parme.

### Lutteur et catcheur
Ses copains du square Montholon, dans le 9e arrondissement de Paris, lui font découvrir le sport. À l'âge de 16 ans, il rencontre Fred Oberlander (en), un champion autrichien de lutte gréco-romaine résidant dans l’hôtel Baudin, où sa mère Luisa a été employée. Oberlander le convainc de s'entraîner régulièrement à la lutte dans la salle du club athlétique des Gobelins, puis dans celle de la porte d’Italie. Apprenant l'humilité et la fraternité en pratiquant ce sport, il se forge selon ses termes « une mentalité de gagnant ».
En 1935, alors qu'il est coursier dans une agence de voyages, la Compagnie italienne de tourisme (CIT), il y rencontre Odette Le Comte, également âgée de 16 ans,. Vers cette époque, il vit avec sa mère et, jusqu'en 1942, déclare comme domicile le 20, rue Baudin dans le 9e arrondissement de Paris.

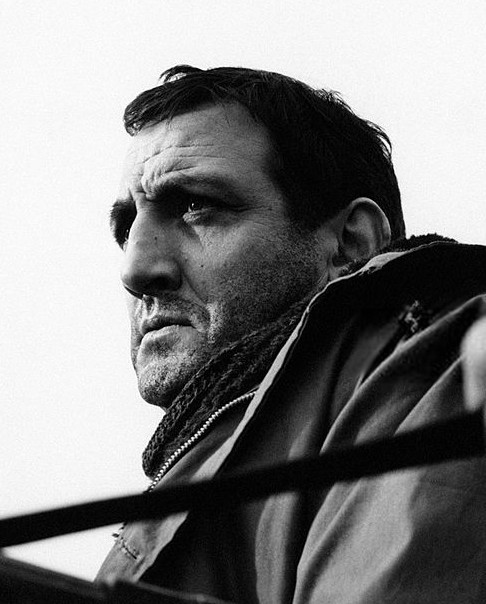
Lino Ventura en 1961, lors du tournage du film italien Le Roi des truands.

Comme il a gardé sa nationalité de naissance, il est enrôlé dans l'armée italienne au début de la Seconde Guerre mondiale. Il déserte au moment de l'effondrement du régime fasciste (juillet 1943) et rejoint à Paris Odette, qu'il avait épousée le 8 janvier 1942 dans la mairie du 16e arrondissement de Paris. Menacé d'être dénoncé, afin de ne pas être arrêté par les Allemands, il se cache à Baracé (en Maine-et-Loire) dans une maison servant de grange, qu'il revient acheter une fois la guerre terminée.
Après la guerre, il entame une carrière de catcheur, plus rémunératrice que la lutte, et participe à des combats à la salle Wagram et au Cirque d'Hiver où il lutte sous le nom de Lino Borrini, alias « la Fusée italienne ». Sa carrière de catcheur atteint son apogée en février 1950, lorsqu'il devient champion d'Europe des poids moyens pour l'Italie. Elle prend fin la même année le 31 mars, lorsqu'il est victime d'une double fracture ouverte à la jambe droite à la suite d'une chute mal préparée dans son combat contre Henri Cogan. Il devient alors organisateur de combats pour une vingtaine de catcheurs de son écurie.

### Carrière cinématographique

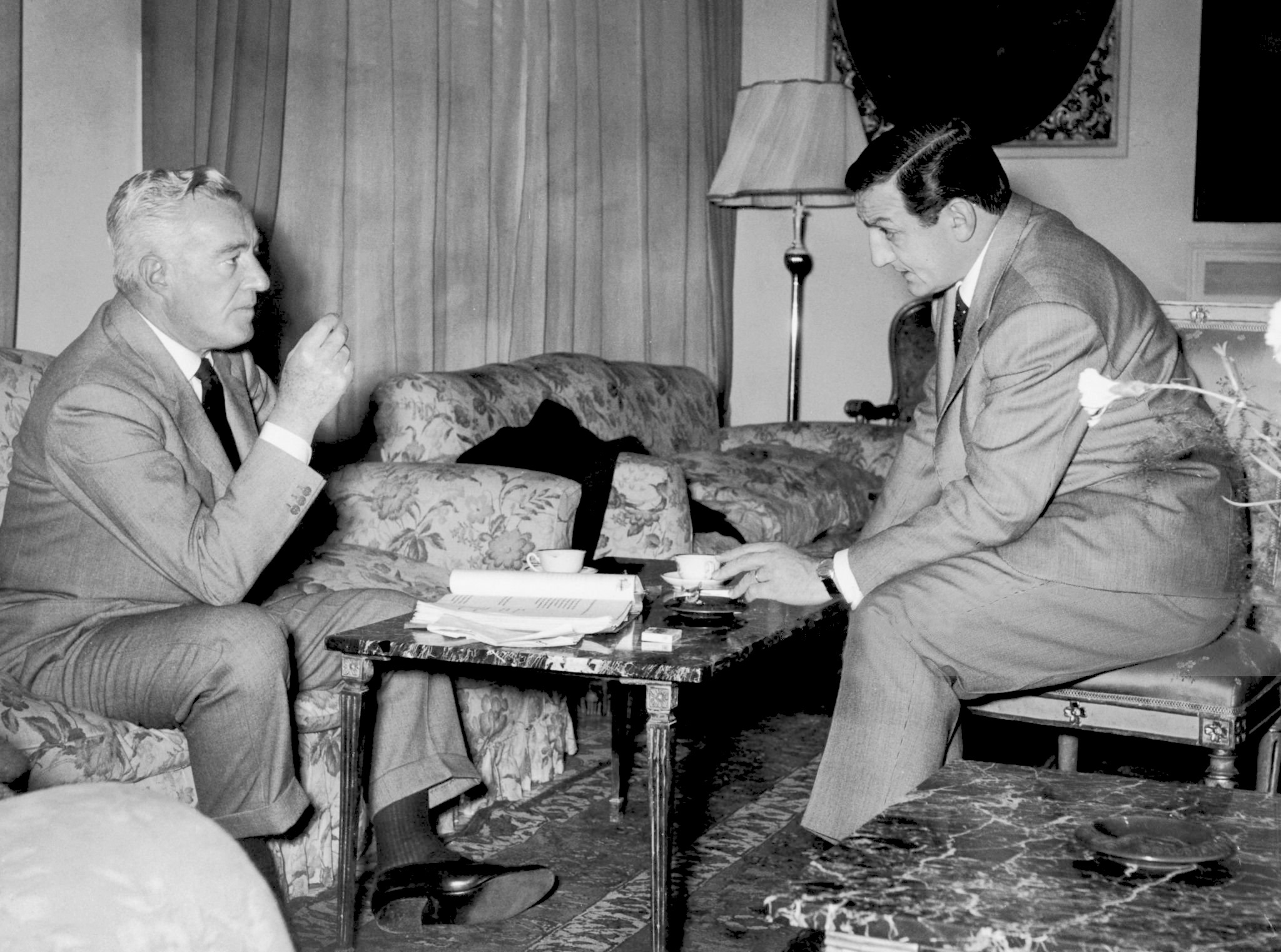
Le metteur en scène Vittorio De Sica et l'acteur à Rome en 1961, pour la préparation du film Le Jugement dernier.

#### Les débuts
En 1953, le réalisateur Jacques Becker cherche une force de la nature de type italien pour jouer face à Jean Gabin dans son film Touchez pas au grisbi. Il rencontre Lino Ventura et souhaite que ce soit lui qui joue le rôle d'Angelo, un chef de gang opposé aux personnages incarnés par Jean Gabin et René Dary. Lino Ventura, peu attiré par le cinéma, décline le rôle dans un premier temps puis, sûr d'essuyer un refus, demande un cachet presque équivalent à celui de Jean Gabin. Le producteur Robert Dorfmann dit non, mais Becker menace d'arrêter le film. À la surprise de Ventura, sa demande est acceptée. À la sortie de Touchez pas au grisbi, grand succès public en 1954, la présence à l'écran de Lino Ventura est telle que toute la profession le remarque. Incertain, pendant les cinq premières années de sa carrière de comédien, Lino Ventura conserve jusqu'en 1958 ses « vrais » métiers d'organisateur de combats de catch et de gérant d'une entreprise de layette.

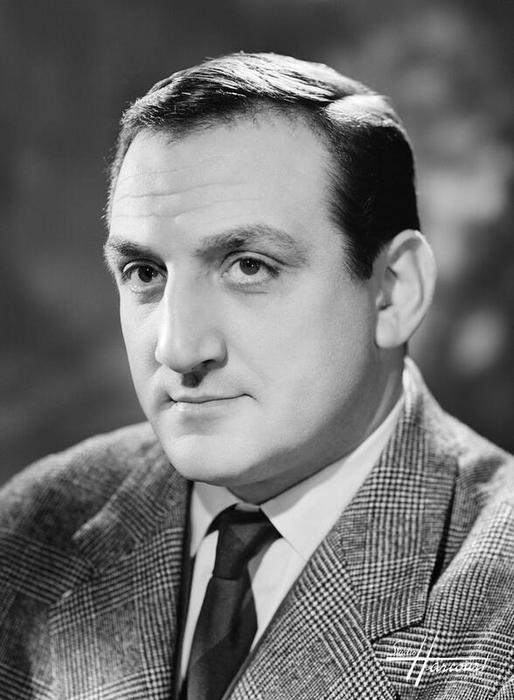
Lino Ventura en 1958 (Studio Harcourt).

Immédiatement adopté par le milieu du cinéma, en particulier par Jean Gabin — avec qui il tourne cinq films en quatre ans et qui devient son grand ami —, mais aussi par le grand public, sa carrure, sa « gueule » et son naturel exceptionnel font de lui l'interprète idéal du film noir, de truand et de policier dur à cuire au grand cœur, un style cinématographique qui a dans cette période le vent en poupe. Il tourne avec Henri Decoin (Razzia sur la chnouf, Le feu aux poudres), Ralph Habib (La Loi des rues), Gilles Grangier (Le rouge est mis, Trois Jours à vivre), Jean Delannoy (Maigret tend un piège), Louis Malle (Ascenseur pour l'échafaud), Julien Duvivier (Marie-Octobre), Jacques Becker (Montparnasse 19).

#### Consécration
Sans avoir pris des cours de comédie, il passe rapidement du statut d'acteur de second rôle à celui de tête d'affiche, son jeu d'acteur s'affinant. C'est le rôle du Gorille (dans Le Gorille vous salue bien, de Bernard Borderie), en 1958, qui le lance comme vedette à part entière, suivi de Le fauve est lâché de Maurice Labro. Les deux films, dont il est la tête d'affiche incontestée, sont des succès populaires.

Lino Ventura, Jean Gabin et Alain Delon à Rome en 1969, lors du tournage du film d'Henri Verneuil Le Clan des Siciliens.

Classe tous risques, de Claude Sautet, en 1960, lui fait partager la vedette avec Jean-Paul Belmondo et marque sa rencontre avec un auteur de la Série noire, José Giovanni, avec qui il tournera trois films.
L'année suivante il tient le premier rôle dans un film de guerre « antimilitariste » dialogué par Michel Audiard et réalisé par Denys de La Patellière : Un taxi pour Tobrouk, aux côtés de Charles Aznavour, Hardy Krüger, Maurice Biraud et German Cobos. Avec près de 5 millions de spectateurs, c'est un énorme succès public. Lino Ventura devient l'un des poids lourds du cinéma hexagonal. Au cours des années 60, il tourne parfois à l'étranger : en Italie sous la direction de Vittorio De Sica (Le Jugement dernier), Luciano Emmer (La fille dans la vitrine), Duilio Coletti (Le Roi des truands dont la vedette est Ernest Borgnine) et Carmine Gallone (Carmen 63), en Espagne avec Carlos Saura (La charge des rebelles) et en Allemagne avec Wolfgang Staudte (L'Opéra de quat'sous).
Sous la direction de Georges Lautner, il est Fernand Naudin, malfaiteur rangé des voitures dans les Tontons flingueurs (1963) qui attire 3,3 millions de spectateurs et acquiert progressivement le statut de « film culte ». Avec la même équipe, il interprète l'espion Francis Lagneau des Barbouzes (1964) et l'ancien gangster Antoine Beretto dans Ne nous fâchons pas (1966). Ces trois films policiers parodiques sont fréquemment diffusés à la télévision. Au total, Lino Ventura tourne dans quinze films dialogués par Michel Audiard.

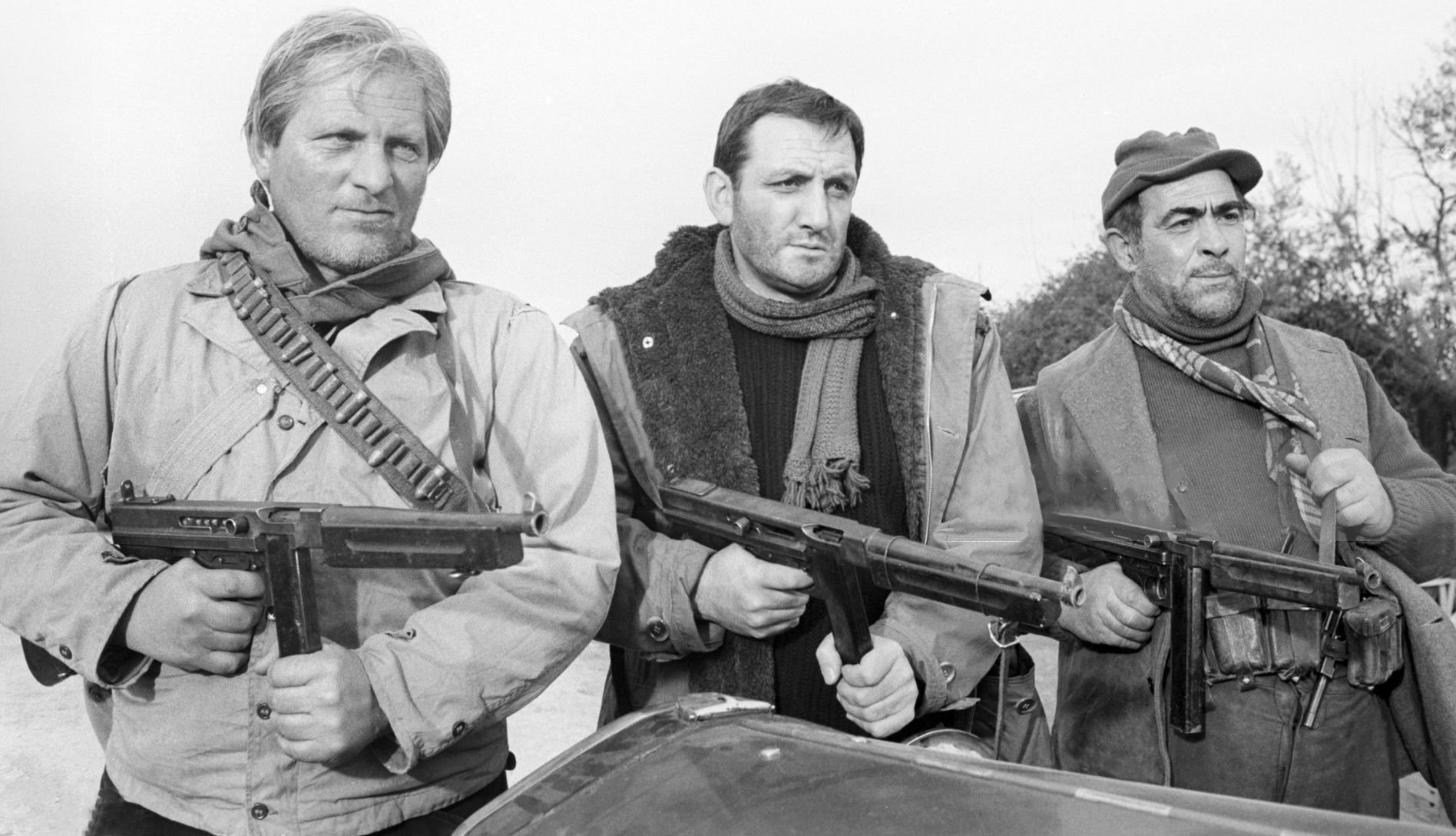
Souvent cantonné dans des rôles musclés, il tente de s'en départir à la fin des années 1960.

Dans des rôles d'homme d'action, de policier ou de malfaiteur, il enchaîne les films à succès populaires pendant les années 60, sous la direction d'Henri Verneuil (Cent Mille dollars au soleil avec Belmondo et Bernard Blier, Le Clan des Siciliens avec Jean Gabin et Alain Delon), Robert Enrico (Les Grandes Gueules, où il donne la réplique à Bourvil, Les Aventuriers où il retrouve Alain Delon). Avec Jean-Pierre Melville, il incarne un truand luttant pour sa survie dans Le Deuxième souffle et un résistant dans L'Armée des ombres, d'après Joseph Kessel.
Il est reconnu comme l'un des meilleurs acteurs du cinéma français. Il excelle dans les rôles traditionnels de truand ou de policier vieilli, fatigué, ou de l'homme d'expérience sensible à l'amitié virile. Son jeu, assez proche de sa personnalité, s'exprime pleinement sous la direction de Jacques Deray (Avec la peau des autres, Un papillon sur l'épaule), de Jean-Pierre Melville (Le Deuxième Souffle, L'Armée des ombres), de Robert Enrico (Les Grandes Gueules, Les Aventuriers, Boulevard du rhum) et de Claude Pinoteau (Le Silencieux, La Gifle, L'Homme en colère, La Septième Cible). Il fait également des apparitions dans les films de ses amis Jacques Brel (Le Far West) et Raymond Devos (La Raison du plus fou).

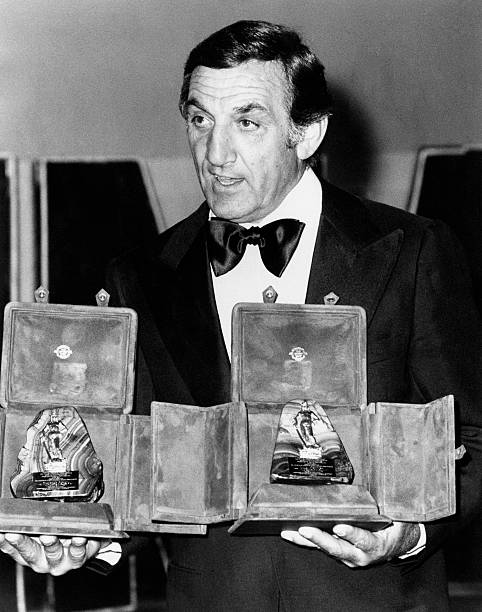
Lino Ventura lors de la cérémonie des David di Donatello de 1974. Il tient le David Spécial reçu pour son interprétation dans le film La Bonne Année, ainsi que celui reçu par Françoise Fabian dans le même film.

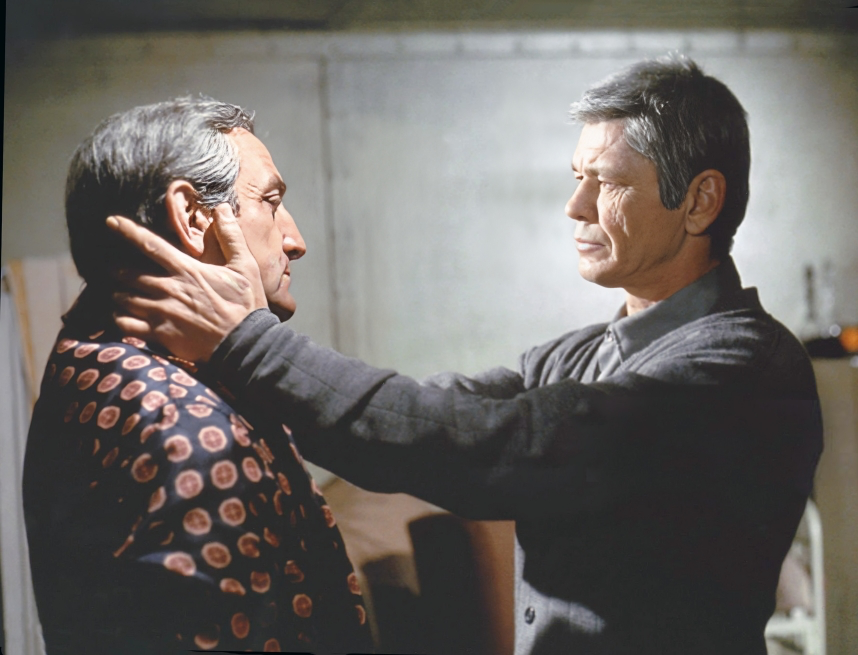
En 1972, il tourne à Rome Cosa nostra, avec Charles Bronson.

En 1972, son rôle du mafieux (Vito Genovese) dans Cosa Nostra, de Terence Young, avec Charles Bronson dans le rôle du repenti Joe Valachi, lui vaut une reconnaissance internationale. Cependant, il refuse plusieurs rôles importants dans des films américains et sa filmographie ne compte que deux productions anglo-saxonnes : La Grande Menace (The Medusa Touch) et Vengeance (Sword of Gideon).
En 1975, le film Adieu poulet de Pierre Granier-Deferre où il joue un policier en rébellion contre le système et les manigances politiques, remporte un succès populaire avec près de 2 millions d'entrées.
Lors du tournage et durant la préparation, sa relation avec son jeune partenaire à l'écran est très positive : Lino Ventura insiste même auprès de la production sur le fait qu'il ne soit pas cité seul en haut de l'affiche mais que la mention soit : « Lino Ventura et Patrick Dewaere dans Adieu poulet ».
La critique d’Adieu poulet (1975) dans Le Point, qualifiant de « monstres sacrés » Dewaere autant que Lino Ventura, est flatteuse : « La rencontre Ventura-Dewaere restera dans les annales. Contre le vieux briscard, le poids coq tient crânement le coup : petit poulet deviendra grand ».

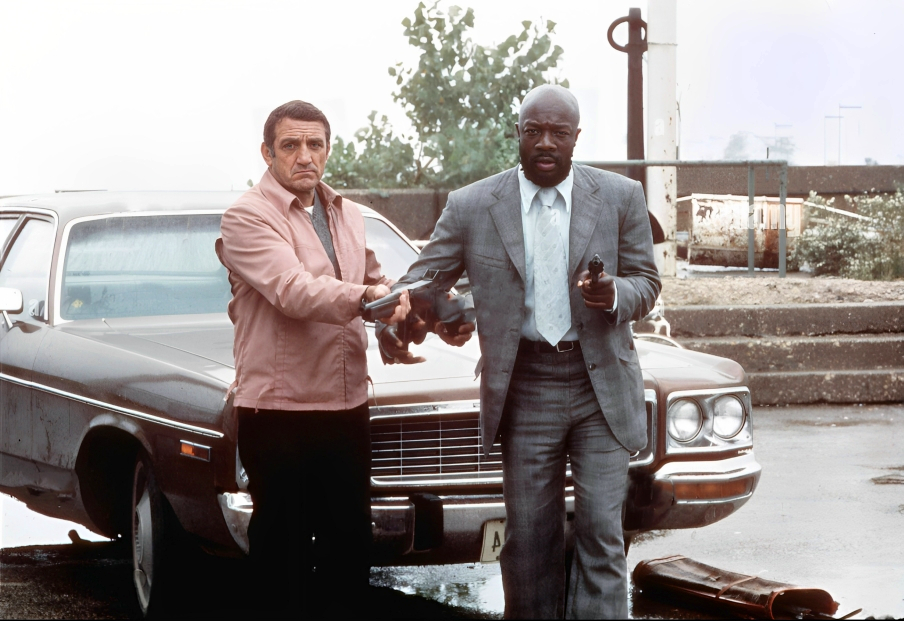
En Italie, lors du tournage du film Les Durs aux côtés d'Isaac Hayes, en 1973.

À partir des années 1980, Lino Ventura tourne moins, comme si son personnage du film de Jacques Deray, Un papillon sur l'épaule, tourné en 1978, où il joue Roland Fériaud, un homme de tous les jours manipulé par des forces obscures, avait changé sa carrière. Il a évoqué ce type de personnage, une victime manipulée, lors d'un entretien, pour décrire son rôle d'espion en sommeil dans Espion, lève-toi, tourné en 1981 : « C'est un type qui, à un moment donné, se retrouve seul, abandonné par ses amis, et par ses ennemis si je puis dire, parce que dans un sens, tout le monde s'arrange sur son dos […], ce sont des situations que j'affectionne particulièrement ». Comme aussi le personnage du général Carlo Alberto dalla Chiesa dans Cent Jours à Palerme (1984) qui tombe sous les balles de la mafia à laquelle il avait osé s'attaquer.

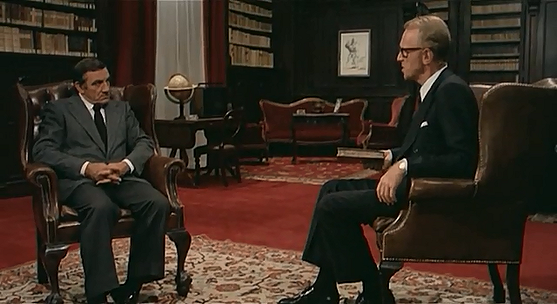
Lino Ventura (à gauche) et Max von Sydow en 1976 dans le film de Francesco Rosi Cadavres exquis.

Comme l'explique Claude Pinoteau, Lino Ventura est toujours très exigeant sur le choix de ses rôles. « Il n'aurait jamais accepté de jouer un personnage fourbe ou pervers. Il ne s'identifiait pas aux rôles qu'il interprétait ; ce sont eux qui devaient s'identifier à lui ». Il explique devenir, avec le temps, de plus en plus perfectionniste et reconnaît que c'est « quelque chose d'assez intolérable pour les autres ». Il discute le rôle, les dialogues, exige des changements. « On ne vient pas me voir avec un script terminé en disant : “Lisez ça, on tourne demain” ! Non, ça c'est pas possible, je ne l'ai jamais fait. ».
Ses derniers beaux rôles sont pour Garde à vue, de Claude Miller, en 1981, où il interprète l'inspecteur Gallien interrogeant un notable (Michel Serrault) suspecté d'assassinat, et pour Les Misérables, de Robert Hossein, sorti en 1982, où il incarne un Jean Valjean à la hauteur de ses prédécesseurs, Harry Baur et Jean Gabin. En 1987, il effectue une brève apparition dans La Rumba, par amitié pour Roger Hanin, sans vouloir être crédité au générique. C'est son dernier rôle.
Lino Ventura ne fait que deux incursions à la télévision : une apparition en Écossais dans Deux Romains en Gaule, de Pierre Tchernia, René Goscinny et Albert Uderzo, en 1967, et le rôle de Papa dans Vengeance (Sword of Gideon), coproduction nord-américaine réalisée par Michael Anderson, en 1986.
Lino Ventura, qui adore le théâtre, ne monte pourtant jamais sur une scène. Selon Bernard Blier, « il s'était convaincu qu'il était incapable d'en faire. Le Conservatoire, c'était pour lui un mot magique, la destinée ratée. À la place, il avait fait la guerre dans l'armée italienne ». Lino Ventura expliquait : « Sur un plateau, je suis chez moi. Sur une scène… Je n'ai pas assez de courage pour me torturer. (…) D'ailleurs, soyons honnête, je ne suis pas un acteur, je ne suis ni Laurence Olivier, ni Robert Hirsch. Je ne suis qu'un comédien instinctif ».

#### Rôles refusés
Au sujet du choix de ses rôles, il déclare : « Quand on me parle d'un personnage à interpréter, je sais d'une façon immédiate si je peux le faire, si ça me convient ou si ça ne va pas ». Ainsi il refuse un rôle dans :
- La Valse du Gorille de Bernard Borderie (1959) : Géo Paquet dit « le Gorille » (rôle repris par Roger Hanin). Après avoir connu un grand succès l'année précédente avec Le Gorille vous salue bien, Lino Ventura refuse de se laisser enfermer dans ce personnage et d'être définitivement étiqueté « Gorille » ;
- Un condé d'Yves Boisset (1970) : l'inspecteur Favenin (rôle tenu par Michel Bouquet). Lino Ventura refuse d'incarner le rôle-titre, le trouvant trop antipathique[25] ;
- Le Téléphone rose d'Édouard Molinaro (1975) : Benoît Castejac (rôle tenu par Pierre Mondy). Selon Francis Veber, le refus de Lino Ventura est motivé par le fait que « Lino ne tombe pas amoureux d'une pute »[26] ;
- Le Vieux Fusil de Robert Enrico (1975) : Julien Dandieu (rôle tenu par Philippe Noiret). Philippe Noiret explique que Lino Ventura décline la proposition de Pascal Jardin car le personnage principal est initialement un homme pacifique qui ne correspond pas à son image de « dur à cuire »[27]. Selon Robert Enrico, c'est le « coup de foudre amoureux » frappant le personnage de Dandieu qui lui pose problème[28] ;
- Les Trois Jours du Condor de Sydney Pollack (1975) : Joubert (rôle tenu par Max von Sydow)[29] ;
- Rencontres du troisième type de Steven Spielberg (1977) : professeur Claude Lacombe (rôle tenu par François Truffaut) ;
- Le Convoi de la peur (Sorcerer) de William Friedkin : Victor Manzon (rôle tenu par Bruno Cremer)[15]. La distribution initiale comporte Steve McQueen, Lino Ventura, Marcello Mastroianni et Amidou. Steve McQueen se retire, car il ne souhaite pas être séparé trop longtemps d'Ali MacGraw, sa compagne ; il est remplacé par Roy Scheider, ce qui entraîne le retrait de Lino Ventura qui, selon le réalisateur, n'aurait pas souhaité que son nom apparaisse en deuxième place sur l'affiche, après celui de Roy Scheider[30] ;
- Apocalypse Now de Francis Ford Coppola (1979) : Hubert de Marais (rôle tenu par Christian Marquand) ;
- La Chèvre de Francis Veber (1981) : Campana (rôle tenu par Gérard Depardieu). Francis Veber raconte que Lino Ventura refuse que Jacques Villeret joue le rôle de Perrin et donne son accord pour Pierre Richard mais exige un cachet exorbitant[26] ;
- Le Grand Pardon d'Alexandre Arcady (1982) : le commissaire Duché (rôle tenu par Jean-Louis Trintignant).

#### Projets non aboutis
Fin 1976, Gérard Oury et Danièle Thompson écrivent un scénario à son intention : L'Entourloupe. Lino Ventura y incarne un chef d'orchestre français qui arrive à New York et se trouve entraîné dans des aventures tragi-comiques au cours desquelles il est confronté à un policier américain. Pour incarner celui-ci, Oury sollicite Woody Allen, Al Pacino et Sylvester Stallone qui refusent, jugeant l'histoire trop déséquilibrée. Un déjeuner est organisé à Los Angeles avec Jack Nicholson, qui scandalise Lino Ventura en prisant de la cocaïne,. Découragé par ces refus successifs et conscient du vice de forme dans la construction du scénario, Gérard Oury abandonne le projet.
En juillet 1979, le chanteur et compositeur François Deguelt souhaite se lancer dans la production cinématographique ; il achève un scénario intitulé Mourir à Brest, en confie la réalisation à Bernard Farrel et propose les rôles-titres à Lino Ventura et Patrick Dewaere, qui en ont accepté le principe, mais le film ne se fera pas.
En 1984, Lino Ventura part à Macao tourner La Jonque chinoise, un film de Claude Bernard-Aubert. Faute de financement, le tournage est interrompu après quatre semaines, puis définitivement abandonné à la suite du décès de l'acteur.
Le producteur Norbert Saada envisage en 1987 de faire un film sur le général Jeannou Lacaze, ancien directeur du renseignement au Service de documentation extérieure et de contre-espionnage (SDECE). Celui-ci serait incarné par Lino Ventura. Le journaliste Charles Villeneuve doit en écrire le scénario évoquant « la France et ses services secrets face à la vague terroriste ». Un déjeuner réunit Lino Ventura, Charles Villeneuve et les généraux Lacaze et Imbot au siège du SDECE. L'acteur se passionne pour le projet qui doit s'intituler Le Sphinx. Sa mort y mettra fin.
En 1987, Lino Ventura était sur le point de commencer à travailler sur un film de Francesco Massaro adapté d'un roman de l'auteur italien Renato Olivieri : Maledetto Ferragosto, et dont il devait interpréter le personnage principal, le commissaire Ambrosio. Le film sera finalement réalisé par Sergio Corbucci et sortira en 1988 sous le titre I giorni del commissario Ambrosio, Ugo Tognazzi reprenant le rôle du commissaire.

### Mort

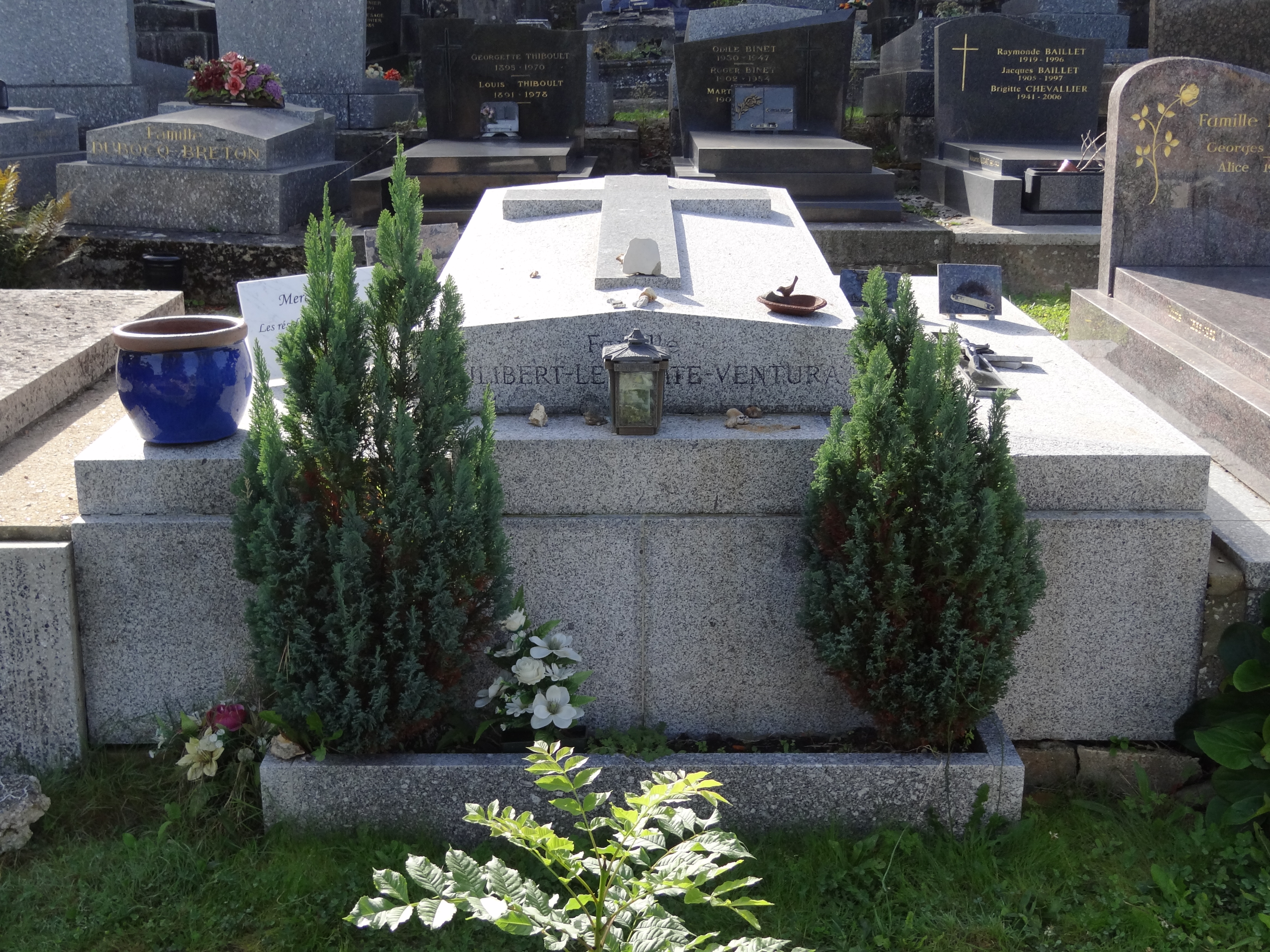
Tombe de Lino Ventura au cimetière du Val-Saint-Germain.

Lino Ventura meurt le 22 octobre 1987 à l'âge de 68 ans, dans sa maison de Montretout à Saint-Cloud, d'une crise cardiaque,. Il repose au cimetière du Val-Saint-Germain, dans le département de l'Essonne.

## Vie privée
Particulièrement pudique, Lino Ventura est toujours parvenu à préserver sa vie privée. Son nom n'est jamais prononcé dans la presse « à scandale ». Il l'explique de façon simple : « De passer pour un ours, à un moment, ça arrange très bien les choses, comme ça on vous fout la paix et c'est fini ». Il cultive l'amitié, notamment avec les artistes Jean Gabin, Michel Audiard, Bernard Blier, Jacques Brel, Georges Brassens, César, Claude Sautet ou José Giovanni. Les plaisirs de la table sont très importants pour lui : « La perspective de manger avec mes copains, c'est pour moi une fête. Être à table avec eux, c'est une véritable communion. »
Le 8 janvier 1942, il épouse Odette Lucienne Le Comte (morte le 15 mai 2013 à Trélazé,), son amour de jeunesse, rencontrée en 1935 dans l'agence de voyages où il travaillait. Ils auront quatre enfants : Mylène (1946-1998, morte dans un accident d'avion), épouse de Claude Lasserre, fils de René Lasserre (1912-2006), Laurent (1950-2022), Linda (1958-2025) et Clélia en 1961 (autrice et scénariste). Peu présent auprès de sa famille à cause des tournages qui s'enchaînent, il lui consacre néanmoins son mois de juillet chaque année au cap Ferret (Gironde).
Leur fille Linda, victime d'un accident vasculaire à sa naissance, est restée handicapée mentale. Découvrant le manque de structures d'aide et d’accueil pour les enfants handicapés, Lino et Odette Ventura créent en 1966, à la suite de l'appel du 6 décembre 1965, l'association caritative Perce-Neige, devenue une fondation en mai 2016 à Saint-Cloud (Hauts-de-Seine), où ils vivaient, consacrée à « l'aide à l'enfance inadaptée » en apportant son soutien aux associations existantes travaillant dans le domaine du handicap, et en sensibilisant les pouvoirs publics aux besoins des enfants handicapés et de leurs familles. Leur maison d'époque napoléonienne de Saint-Cloud est rachetée par l’acteur Jean Dujardin et Nathalie Péchalat en 2016.
L’année 1975 marque la première victoire de l’association avec la publication de la loi d'orientation en faveur des personnes handicapées et de la loi no 75-535 du 30 juin 1975 relative aux institutions sociales et médico-sociales. En 1976, l'association Perce-Neige est reconnue d'utilité publique, et six ans plus tard, la première maison Perce-Neige ouvre ses portes à Sèvres, dans la banlieue parisienne. Malgré la disparition de Lino Ventura, Perce-Neige poursuit sa mission et participe à la création d'établissements en France, au nombre de trente-neuf en 2023.
Sa fille Clélia a écrit plusieurs ouvrages sur son père. De son côté, Lino Ventura n'a jamais retrouvé son père, disparu en 1927. Néanmoins, l'acte de mariage de Lino et Odette Ventura, daté du 8 janvier 1942, mentionne que le père de Lino réside en Italie à Sorrente.
En 2019, Yanou Collart, qui fut attachée de presse dans les années 1960-1990, publie ses souvenirs. Elle y évoque longuement sa liaison amoureuse avec Lino Ventura de 1972 à 1982.
Lino Ventura n'a jamais manifesté publiquement d'engagement politique, expliquant la nécessité de cette neutralité par sa qualité d'étranger en France. Il avait en effet conservé la nationalité italienne, ne souhaitant pas « renier sur un bout de papier avec une signature la terre où [il était] né ».

## Filmographie
Sauf indication contraire, les informations mentionnées dans cette section peuvent être confirmées par la base de données cinématographiques IMDb,  présente dans la section « Liens externes ».

### Cinéma

#### Années 1950
- 1954 : Touchez pas au grisbi, de Jacques Becker : Angelo, le chef de la bande rivale
- 1955 : Razzia sur la chnouf, d'Henri Decoin : Roger, le catalan
- 1956 : La Loi des rues, de Ralph Habib : Mario
- 1956 : Crime et Châtiment, de Georges Lampin : le patron du bistrot
- 1957 : Le Feu aux poudres, d'Henri Decoin : l'inspecteur Legentil
- 1957 : Action immédiate, de Maurice Labro : Bérès
- 1957 : Le rouge est mis, de Gilles Grangier : Pépito, le truand au couteau
- 1957 : L'Étrange Monsieur Steve, de Raymond Bailly : Denis
- 1958 : Maigret tend un piège, de Jean Delannoy : l'inspecteur Torrence
- 1958 : Ces dames préfèrent le mambo, de Bernard Borderie : Paulo
- 1958 : Trois Jours à vivre, de Gilles Grangier : Lino Ferrari, l'accusé à tort
- 1958 : Ascenseur pour l'échafaud, de Louis Malle : le commissaire Cherrier
- 1958 : Montparnasse 19, de Jacques Becker : Morel
- 1958 : Le Gorille vous salue bien, de Bernard Borderie : Géo Paquet, dit « le Gorille », agent du SDECE
- 1959 : Douze Heures d'horloge (Ihr Verbrechen war Liebe) de Géza von Radványi : Fourbieux
- 1959 : Sursis pour un vivant, de Víctor Merenda : Borcher
- 1959 : Marie-Octobre, de Julien Duvivier : Carlo Bernardi
- 1959 : 125, rue Montmartre, de Gilles Grangier : Pascal, le vendeur de journaux
- 1959 : Un témoin dans la ville, d'Édouard Molinaro : Ancelin, l'assassin poursuivi
- 1959 : Le Chemin des écoliers, de Michel Boisrond : Tiercelin, le restaurateur profiteur de guerre
- 1959 : Le fauve est lâché, de Maurice Labro : Paul Lamiani

#### Années 1960
- 1960 : Classe tous risques, de Claude Sautet : Abel Davos
- 1960 : Les Mystères d'Angkor (Herrin der Welt), de William Dieterle : Biamonte
- 1961 : Un taxi pour Tobrouk, de Denys de La Patellière : le brigadier Théo Dumas
- 1961 : La Fille dans la vitrine (La ragazza in vetrina), de Luciano Emmer : Federico
- 1961 : Le Roi des truands (Il re di Poggioreale), de Duilio Coletti : le truand
- 1961 : Le Bateau d'Émile, de Denys de La Patellière : Émile Bouet
- 1961 : Les lions sont lâchés, d'Henri Verneuil : le docteur Challenberg
- 1961 : Le Jugement dernier (Il giudizio universale), de Vittorio De Sica : le père de Giovanna
- 1962 : Le Diable et les Dix Commandements, de Julien Duvivier : Garigny, le proxénète
- 1962 : Les Petits Matins, de Jacqueline Audry : le chauffeur de bus
- 1962 : Carmen 63, de Carmine Gallone : Vincenzo
- 1963 : L'Opéra de quat'sous (Die Dreigroschenoper), de Wolfgang Staudte : Tiger Brown
- 1963 : Les Tontons flingueurs, de Georges Lautner : Fernand Naudin, dit « Oncle Fernand »
- 1964 : Les Bandits (Llanto por un bandito), de Carlos Saura : El Lutos
- 1964 : Cent Mille Dollars au soleil, d'Henri Verneuil : Hervé Marec, dit « Plouc »
- 1964 : Les Barbouzes, de Georges Lautner : Francis Lagneau, barbouze français
- 1964 : Le Monocle rit jaune, de Georges Lautner : le client d'Élie (caméo)
- 1965 : L'Arme à gauche, de Claude Sautet : Jacques Cournot
- 1965 : Les Grandes Gueules, de Robert Enrico : Laurent
- 1965 : La Métamorphose des cloportes, de Pierre Granier-Deferre : Alphonse
- 1966 : Avec la peau des autres, de Jacques Deray : Pascal Fabre
- 1966 : Ne nous fâchons pas, de Georges Lautner : Antoine Beretto
- 1966 : Le Deuxième Souffle, de Jean-Pierre Melville : Gustave Minda, dit « Gu »
- 1967 : Les Aventuriers, de Robert Enrico : Roland Darbant
- 1968 : Le Rapace, de José Giovanni : le Rital
- 1969 : Le Clan des Siciliens, d'Henri Verneuil : le Commissaire Le Goff
- 1969 : L'Armée des ombres, de Jean-Pierre Melville : Philippe Gerbier

#### Années 1970
- 1970 : Dernier Domicile connu, de José Giovanni : l'inspecteur Marceau Léonetti
- 1971 : Fantasia chez les ploucs, de Gérard Pirès : Sagamore Noonan
- 1971 : Boulevard du rhum, de Robert Enrico : Cornelius
- 1972 : Cosa Nostra, de Terence Young : Vito Genovese
- 1972 : L'aventure c'est l'aventure, de Claude Lelouch : Lino Massaro
- 1973 : La Bonne Année, de Claude Lelouch : Simon
- 1973 : La Raison du plus fou, de François Reichenbach : le motard
- 1973 : Le Silencieux, de Claude Pinoteau : Clément Tibère
- 1973 : Le Far West, de Jacques Brel : le prisonnier
- 1973 : L'Emmerdeur, d'Édouard Molinaro : M. Milan
- 1974 : Les Durs (Uomini duri), de Duccio Tessari : le père Charlie
- 1974 : La Gifle, de Claude Pinoteau : Jean Douélan
- 1975 : La Cage, de Pierre Granier-Deferre : Julien
- 1975 : Adieu poulet, de Pierre Granier-Deferre : le commissaire Verjeat
- 1976 : Cadavres exquis (Cadaveri eccellenti), de Francesco Rosi : l'inspecteur Amerigo Rogas
- 1978 : Un papillon sur l'épaule, de Jacques Deray : Roland Fériaud
- 1978 : La Grande Menace (The Medusa Touch), de Jack Gold : l'inspecteur Brunel
- 1979 : L'Homme en colère, de Claude Pinoteau : Romain Dupré

#### Années 1980
- 1980 : Les Séducteurs, d'Édouard Molinaro : François Quérole
- 1981 : Garde à vue, de Claude Miller : l'inspecteur Antoine Gallien
- 1982 : Les Misérables, de Robert Hossein : Jean Valjean
- 1982 : Espion, lève-toi, d'Yves Boisset : Sébastien Grenier
- 1983 : Le Ruffian, de José Giovanni : Aldo Sévenac
- 1984 : La Septième Cible, de Claude Pinoteau : Bastien Grimaldi
- 1984 : Cent Jours à Palerme (Cento giorni a Palermo), de Giuseppe Ferrara : le général Carlo Alberto dalla Chiesa
- 1984 : La Jonque chinoise, de Claude Bernard-Aubert (film inachevé)[46]
- 1987 : La Rumba, de Roger Hanin : le caïd du milieu (non crédité)

### Télévision
- 1967 : Deux Romains en Gaule, de Pierre Tchernia (téléfilm) : un client au bar
- 1986 : Vengeance (Sword of Gideon), de Michael Anderson (téléfilm) : Papa

### Box-office
Lino Ventura est un des acteurs les plus populaires de son époque.
Durant sa carrière, de 1954 à 1987, il tourne soixante-quinze longs métrages, réunissant un total de 130,2 millions d'entrées en France,, dont plus de 89 millions pour les films dans lesquels il tient un rôle principal. Cinquante-deux des soixante-quinze films auxquels il a participé cumulent entre un million et plus de quatre millions d'entrées, son meilleur résultat au box-office français étant atteint avec Un taxi pour Tobrouk (4,9 millions d'entrées en 1961).

## Hommages

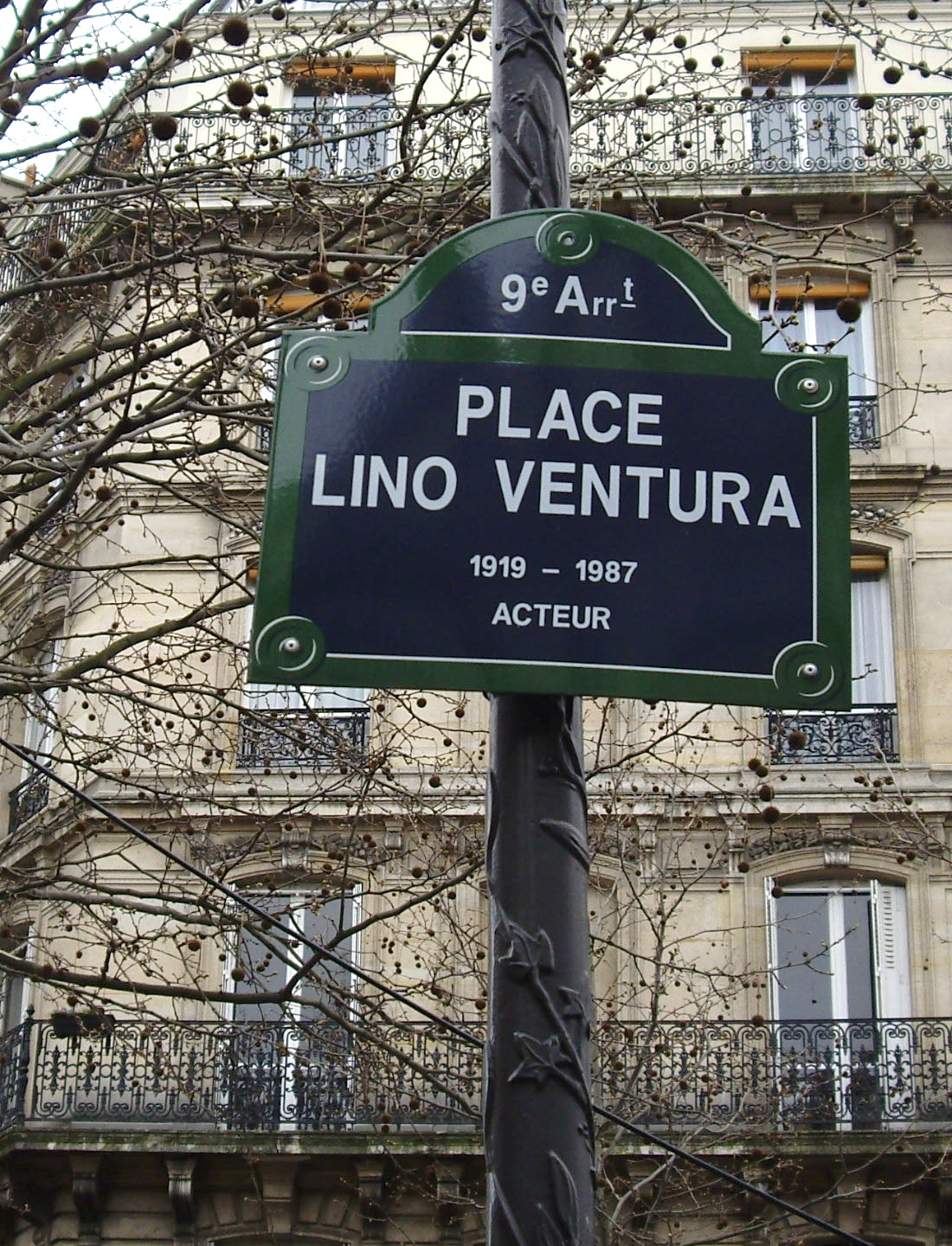
La place Lino-Ventura, dans le 9^{e} arrondissement de Paris (2010).

- En 1970, Lino Ventura est caricaturé en centurion Aérobus dans l'album de bande dessinée Astérix - La Zizanie, de Goscinny et Uderzo.
- Le 19 février 1977, Lino Ventura préside la 2e cérémonie des César, succédant à son ami Jean Gabin, mort trois mois auparavant.
- En 1980, le sculpteur Daniel Druet réalise un buste de plâtre de Lino Ventura lors d'une séance de pose dans les locaux du musée Grévin[51],[52].
- Le 12 mars 1988, quatre mois après sa mort, Lino Ventura reçoit un hommage à la 13e cérémonie des César.
- Dans la ville d'Ozoir-la-Ferrière, en Seine-et-Marne, un lycée professionnel porte son nom depuis 1989 ; un choix des élèves de la première promotion qui ont souhaité mettre en valeur la fondation Perce-Neige, créée à l'initiative de l'acteur et de son épouse[53].
- En 1992, le théâtre Lino Ventura à Nice a été inauguré. Depuis, il a une programmation variée dont beaucoup de spectacles musicaux et de danses, dans le registre actuel.
- En 1999, lors d'une cérémonie en présence de son épouse, son nom est donné à une place créée au croisement de la rue des Martyrs et de l'avenue Trudaine, dans le 9e arrondissement de Paris.
- En 2003, Parme, sa ville natale, lui rend hommage en donnant son nom au centre du cinéma de la commune : Centro cinema Lino Ventura.
- La nouvelle salle du cinéma Louis Delluc, au Buisson-de-Cadouin, inaugurée en 2018 en présence de son petit-fils Christophe Lasserre-Ventura, président de la fondation Perce-Neige, porte le nom de salle Lino Ventura.

## Distinctions

### Récompenses
- Festival de San Sebastian 1973 : Prix d'interprétation masculine pour La Bonne année
- Prix Sant Jordi 1974 : Meilleure interprétation dans un film étranger pour La Bonne Année
- David di Donatello 1974 : David spécial partagé avec Françoise Fabian pour La Bonne Année

### Nomination
- César 1983 : César du meilleur acteur pour Les Misérables

### Décoration
- Le 12 octobre 1987, Lino Ventura ayant toujours refusé la Légion d'honneur, c'est à son épouse, Odette, que le Premier ministre et maire de Paris Jacques Chirac la remet, à l'hôtel de ville de Paris, dix jours avant la mort de son époux[54].

## Œuvre humanitaire
- 1966 : fondateur de l'association caritative Perce-Neige.